# Seapony
Seapony – amerykański zespół założony w Seattle w 2010 roku. Wykonują muzykę z gatunku shoegaze, indie i dream pop. 
Twórczość zespołu utrzymana jest w morskich i plażowych klimatach. Swoje piosenki oraz całe albumy nagrywali w studiach domowych. Po raz pierwszy zdobyli uwagę dzięki przeznaczonej dla niezależnych artystów wytwórni Bandcamp.
Do zespołu należą:
- Jen Weidl – gitara i wokal
- Danny Rowland – gitara
- Ian Brewer – bas.

Ich nazwa oznacza z angielskiego konika (dosłownie: „kucyka”) morskiego.